# Platyarthron villiersi
Platyarthron villiersi là một loài bọ cánh cứng trong họ Cerambycidae.